# Ted Kaczynski
Theodore John Kaczynski (/kəˈzɪnski/; Chicago, 22 de maio de 1942 – Condado de Durham, 10 de junho de 2023), também conhecido como Unabomber (/ˈjuːnəbɒmər/), foi um terrorista doméstico, matemático de formação, ativista ecoanarquista e escritor neoludita americano. Um prodígio da matemática, ele abandonou a carreira acadêmica em 1969 para buscar um estilo de vida primitivo. Entre 1978 e 1995, ele matou três pessoas e feriu outras 23, em uma tentativa de iniciar uma revolução a partir de uma campanha nacional de atentados a bomba direcionados a pessoas envolvidas com tecnologia moderna. Em conjunto, ele emitiu uma crítica social que se opunha à industrialização, favorecendo o avanço de uma forma de anarquismo centrada na Natureza.
Em 1971, Kaczynski mudou-se para uma cabana remota, sem eletricidade ou água corrente, perto de Lincoln, Montana, onde viveu recluso enquanto aprendia estratégias de sobrevivência, na tentativa de se tornar auto-suficiente. Depois de testemunhar a destruição da natureza selvagem em torno de sua cabana, ele concluiu que viver na natureza era insustentável e iniciou sua campanha de atentados a bomba em 1978. Em 1995, ele enviou uma carta ao The New York Times e prometeu "desistir do terrorismo" se o NYT ou o Washington Post publicasse seu manifesto, o Sociedade Industrial e Seu Futuro, no qual argumentou que seus atentados a bomba eram extremos, mas necessários para atrair a atenção para a erosão da liberdade e da dignidade humanas por tecnologias modernas que exigem organização em grande escala.
Kaczynski foi o alvo da mais longa e cara investigação da história do Federal Bureau of Investigation (FBI). Antes que sua identidade fosse conhecida, o FBI usava a sigla UNABOM (University and Airline Bomber – bombardeiro de universidades e linhas aéreas) para se referir ao seu caso, o que resultou na mídia nomeando-o como "Unabomber". O FBI e a Procuradora Geral Janet Reno pressionaram pela publicação da Sociedade Industrial e seu Futuro, o que levou à denúncia de Theodore Kaczynski, por seu irmão, David Kaczynski, que reconheceu o estilo da escrita.
Após sua prisão em 1996, Kaczynski tentou, sem sucesso, demitir seus advogados, nomeados pelo tribunal, porque eles queriam que ele alegasse insanidade a fim de evitar a pena de morte. Afinal, em 1998, foi feito um acordo em que Kaczynski se declarava culpado de todas as acusações, livrando-se da pena capital, que foi comutada para prisão perpétua, sem a possibilidade de liberdade condicional. Ele faleceu em junho de 2023, no Centro Médico Federal na Carolina do Norte, onde estava internado fazia dois anos.

## Primeiros anos

### Infância
Theodore John Kaczynski nasceu em 22 de maio de 1942, em Chicago, Illinois, em uma família operária polonesa norte-americana, Wanda Theresa (nascida Dombek) e Theodore Richard Kaczynski. Seus pais disseram a seu irmão mais novo, David Kaczynski, que Ted tinha sido um bebê feliz até que urticárias severas o levaram ao isolamento hospitalar com contato limitado, depois do qual ele "mostrou pouca emoção por meses". Wanda lembrou de Ted recuando de uma foto sua como uma criança sendo pressionada por médicos examinando suas urticárias. Ela disse que demonstrou simpatia pelos animais que estavam em jaulas ou indefesos, o que ela especulou sendo resultado de sua experiência no isolamento hospitalar.
Do primeiro ao quarto ano, Kaczynski frequentou a Sherman Elementary School, em Chicago, onde os administradores o descreveram como "saudável" e "bem ajustado". Em 1952, três anos após o nascimento de David, a família mudou-se para o subúrbio de Evergreen Park, Illinois; Ted foi transferido para a Evergreen Park Central School. Depois de obter 167 pontos em um teste de QI, ele pulou a sexta série. Kaczynski mais tarde descreveu isso como um evento crucial: anteriormente, ele havia se socializado com seus colegas e até mesmo era um líder, mas depois de adiantar os estudos, ele sentiu que não se encaixava com as crianças mais velhas e sofreu bullying.

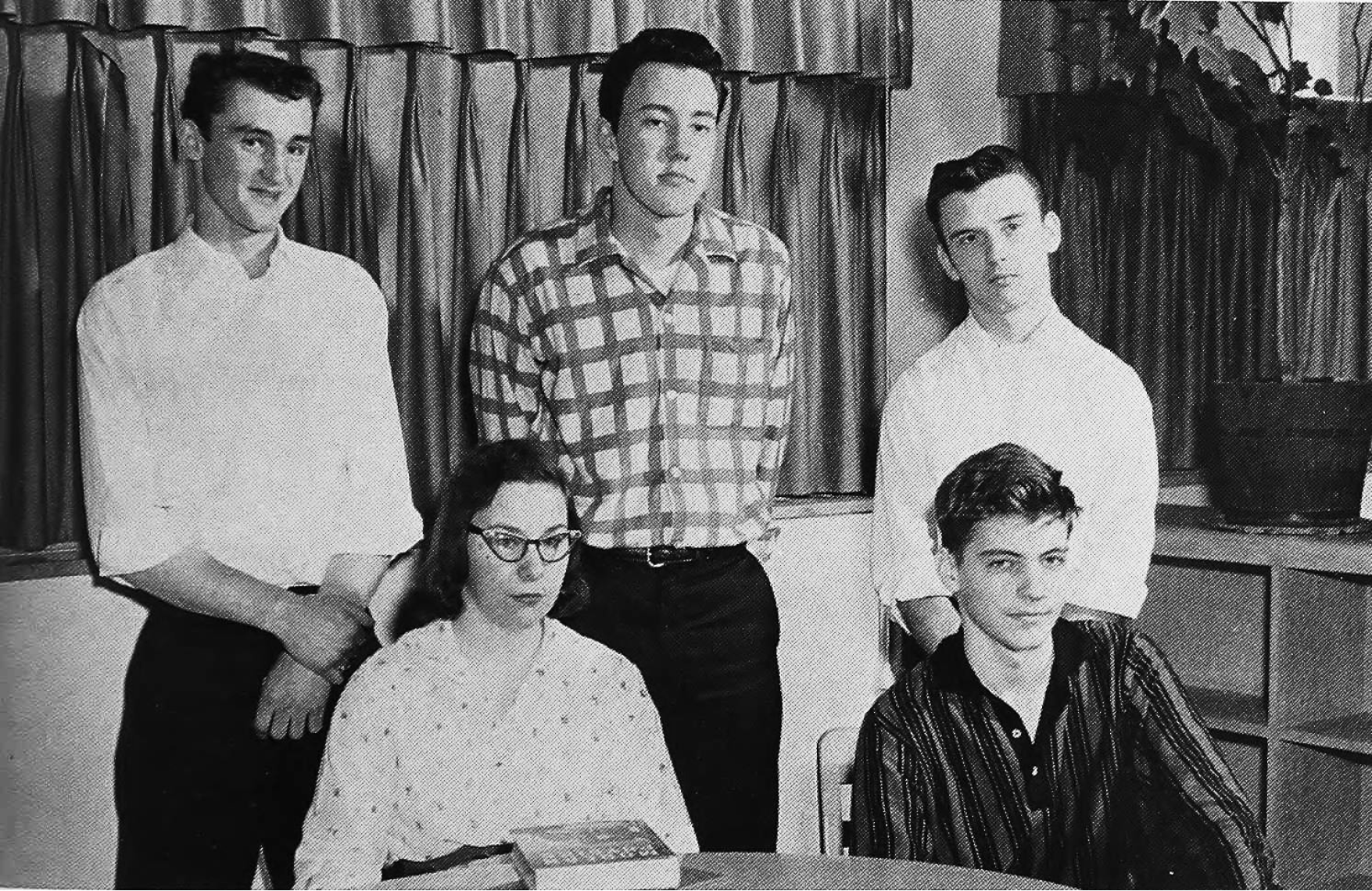
Kaczynski (canto inferior direito) com outros finalistas da bolsa de mérito de sua escola.

Vizinhos em Evergreen Park mais tarde descreveram os Kaczynskis como "pessoas de mentalidade cívica", com um afirmando que os pais "sacrificaram tudo o que tinham para seus filhos". Tanto Ted quanto David eram inteligentes, mas Ted se destacou em particular. Um vizinho disse que ele "nunca conheceu ninguém que tivesse um cérebro como ele", enquanto outro disse que Ted era "estritamente solitário", "que não brincava … um homem velho antes do tempo". Sua mãe lembrou de Ted como uma criança tímida que se tornaria indiferente se pressionada por uma situação social. Em um ponto ela estava tão preocupada com o desenvolvimento social de Ted que ela considerou colocar ele em um estudo para crianças autistas lideradas por Bruno Bettelheim. Ela decidiu contra isso depois de observar a maneira abrupta e fria de Bettelheim.
Em 1990, o pai de Ted, Theodore, que sofria de câncer terminal, cometeu suicídio com um fuzil. Ao contrário dos relatos, Theodore não sofria de problemas de saúde mental; ele sentiu que a morte por câncer seria muito dolorosa para ele e sua família. Theodore passou seus últimos dias com seus familiares, mostrando-lhes afeto como despedida implícita.

### Ensino médio
Kaczynski cursou o Evergreen Park Community High School, onde ele se destacou academicamente. Ele tocava trombone na banda e era membro do grupo de matemática, biologia, moeda e do clube de alemão, mas era considerado um estranho por seus colegas de classe. Em 1996, um ex-colega de classe disse: "Ele nunca foi realmente visto como uma pessoa, como uma personalidade individual … Ele sempre foi considerado como um cérebro ambulante, por assim dizer." Durante esse período, Kaczynski ficou intensamente interessado em matemática, passando horas estudando e resolvendo problemas avançados. Ele se tornou associado a um grupo de garotos de mentalidade semelhante, interessados em ciência e matemática, conhecidos como "garotos de maleta" por sua propensão a carregar pastas. Um membro deste grupo lembrou Kaczynski como "o garoto mais inteligente da turma … só quieto e tímido até que você o conhecesse. Uma vez que ele conhecesse você, ele poderia conversar e conversar".
Kaczynski estava à frente de seus colegas de classe academicamente. Colocado em uma aula de matemática mais avançada, ele logo dominou o material. Ele pulou a décima primeira série e, ao frequentar a escola de verão, formou-se aos 15 anos. Ele foi um dos cinco finalistas do National Merit da escola e foi incentivado a se candidatar ao Harvard College. Ele entrou em Harvard com uma bolsa de estudos em 1958 com a idade de 16 anos. Um colega disse que Kaczynski estava emocionalmente despreparado: "Eles o empacotaram e o enviaram para Harvard antes que ele estivesse pronto … Ele não tinha sequer carteira de motorista."

### Harvard College

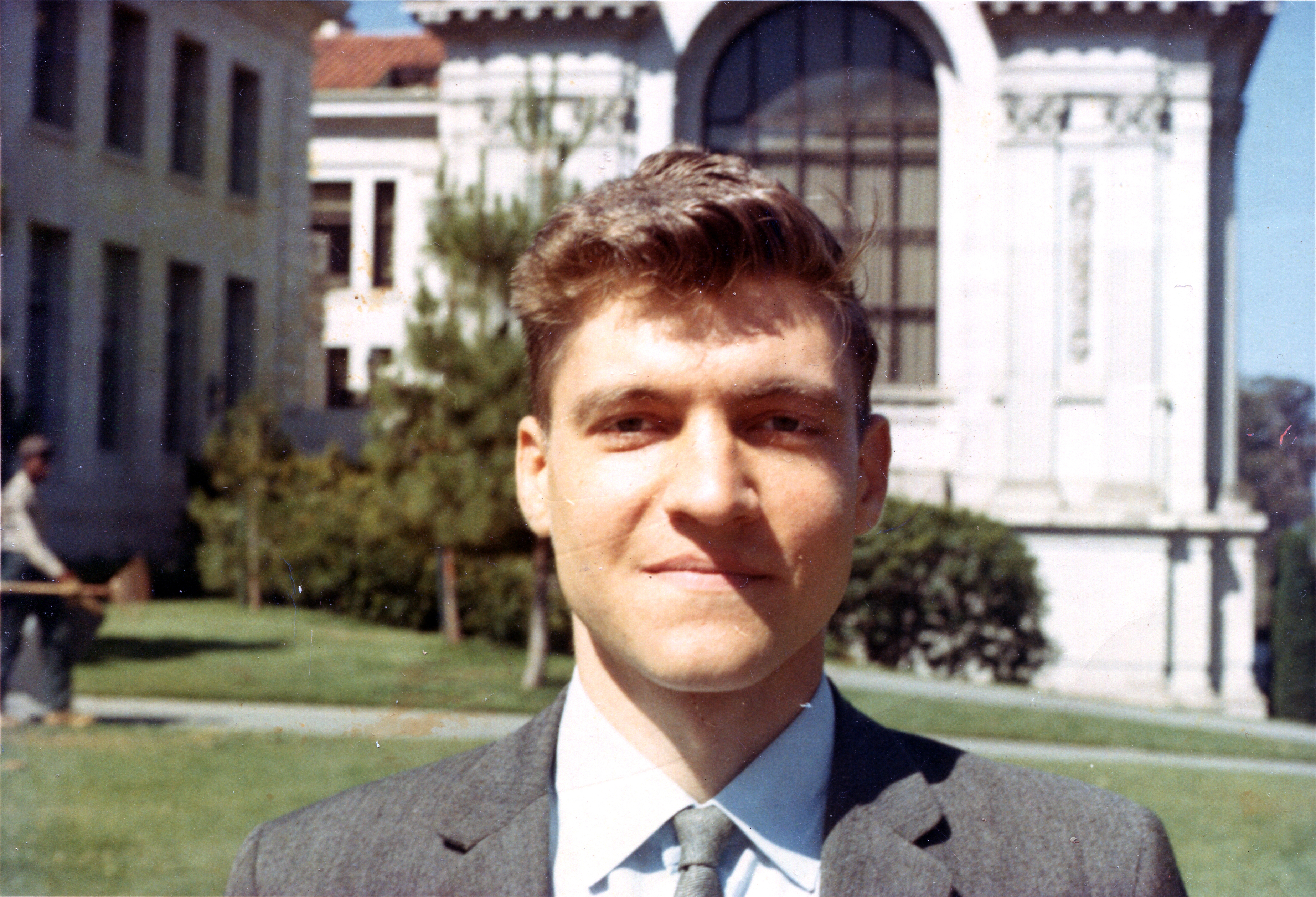
Kaczynski em 1968, com 26 anos de idade.

Durante seu primeiro ano em Harvard, Kaczynski morou na 8 Prescott Street, que foi projetada para acomodar os calouros mais jovens e mais precoces em um espaço pequeno e intimista. Nos três anos seguintes, ele morou na Eliot House. Um de seus colegas de apartamento recordou que ele evitava o contato com os outros e "apenas corria pela suíte, entrava no quarto e batia a porta". Outro disse que Kaczynski era reservado, mas o considerava um gênio: "É apenas uma opinião - mas Ted era brilhante". Outros estudantes afirmaram que Kaczynski era menos avesso socialmente do que estas descrições implicam; um morador de Eliot House que jantava com Kaczynski às vezes o chamava de "muito quieto, mas gentil … Ele entrava nas discussões talvez um pouco menos do que a maioria [mas] ele certamente era amigável".
Em 1962, Kaczynski obteve seu diploma de Bacharel em Artes, pela Universidade Harvard. Ele terminou com uma média de 3,12 GPA acima da média.

### Estudo psicológico
Como aluno do segundo ano, Kaczynski participou de um estudo descrito pelo autor Alston Chase como um "experimento psicológico propositalmente brutalizador" conduzido pelo psicólogo de Harvard Henry Murray. Os participantes foram informados de que estariam debatendo filosofia pessoal com um colega, e foram solicitados a redigir ensaios detalhando suas crenças e aspirações pessoais. Os ensaios foram entregues a um advogado anônimo, que em uma sessão posterior confrontaria e menosprezaria os participantes, fazendo-lhes ataques "veementes, arrebatadores e pessoalmente abusivos", usando o conteúdo dos seus ensaios como munição, enquanto eletrodos monitoravam as suas reações fisiológicas. Esses encontros foram filmados, e as expressões de raiva dos participantes foram posteriormente reproduzidas repetidamente. O experimento durou três anos. Semanalmente, Kaczynski era humilhado e insultado. Ele participou desse estudo durante 200 horas.
Posteriormente, os advogados de Kaczynski atribuíram sua hostilidade às técnicas de controle da mente usadas no estudo de Murray. Algumas fontes sugerem que os experimentos de Murray foram parte do Projeto MKULTRA, a pesquisa da CIA sobre controle mental, enquanto Chase e outras fontes sugerem que essa experiência pode ter motivado as atividades criminosas de Kaczynski. O filósofo Jonathan D. Moreno disse que, apesar de a "fixação antitecnológica de Kaczynski e a sua própria crítica tenham algumas raízes no currículo de Harvard", seus posteriores atentados a bomba não podem de "modo algum ser colocado na conta de Harvard".

## Carreira acadêmica
Em 1962, Kaczynski se matriculou na Universidade de Michigan, onde obteve seu mestrado e doutorado em matemática em 1964 e 1967, respectivamente. Michigan não foi sua primeira escolha para o ensino de pós-graduação; ele também havia se inscrito na Universidade da Califórnia, em Berkeley, e na Universidade de Chicago. Ambas o aceitaram mas não lhe ofereceram nenhum cargo de professor, nem auxílio financeiro. Michigan ofereceu-lhe uma bolsa anual de US$ 2 310 (equivalente a USD 19 343, em 2018) e um cargo de docente.
Na Universidade de Michigan, Kaczynski especializou-se em análises complexas, especificamente na teoria das funções geométricas. Seu intelecto e impulso impressionaram seus professores. "Ele era uma pessoa incomum. Ele não era como os outros estudantes de pós-graduação. Ele era muito mais focado em seu trabalho. Ele tinha uma motivação para descobrir a verdade matemática", disse o professor Peter Duren. "Não é suficiente dizer que ele era inteligente", disse George Piranian, outro de seus professores de matemática em Michigan. Em Michigan, Kaczynski ganhou 5 Bs e 12 As como em seus 18 cursos. No entanto, em 2006, ele disse que suas "memórias da Universidade de Michigan não são agradáveis … o fato de que eu não só passei nos meus cursos (exceto um curso de física), mas também consegui alguns As, mostra o quão miseravelmente baixos eram os padrões em Michigan".
Em 1967, a dissertação de Kaczynski, Boundary Functions, ganhou o prêmio Sumner B. Myers para a melhor dissertação de matemática de Michigan. Allen Shields, seu orientador de doutorado, o chamou de "o melhor que já dirigi", e Maxwell Reade, um membro de seu comitê de dissertação, disse "Eu diria que talvez 10 ou 12 homens no país o entendessem ou apreciassem". Kaczynski publicou dois artigos de jornal relacionados à sua dissertação, e mais três depois de deixar Michigan.
No final de 1967, Kaczynski, de 25 anos, tornou-se o mais jovem professor assistente de matemática na história da Universidade da Califórnia, Berkeley, onde lecionou cursos de graduação em geometria e cálculo. Sugere-se que ele não era muito apreciado por seus alunos: ele parecia desconfortável ensinando, ensinava diretamente do livro e se recusava a responder perguntas. Sem qualquer explicação, Kaczynski renunciou em 30 de junho de 1969. Na época, o presidente do departamento de matemática, J. W. Addison, chamou isso de "renúncia súbita e inesperada".
Em 1996, o vice-presidente da Berkeley, Calvin C. Moore disse que, dada a dissertação e publicações "impressionantes" de Kaczynski, ele "poderia ter avançado nas fileiras e sido um membro sênior do corpo docente hoje". Um artigo do Los Angeles Times de 1996 declarou: "O campo em que Kaczynski trabalhou não existe hoje [de acordo com os matemáticos entrevistados sobre seu trabalho]. A maioria de suas teorias foram comprovadas nos anos 1960, quando Kaczynski trabalhou nelas." Segundo o matemático Donald Rung, "Kaczynski provavelmente teria ido para outra área se ficasse em matemática".

## Vida em Montana

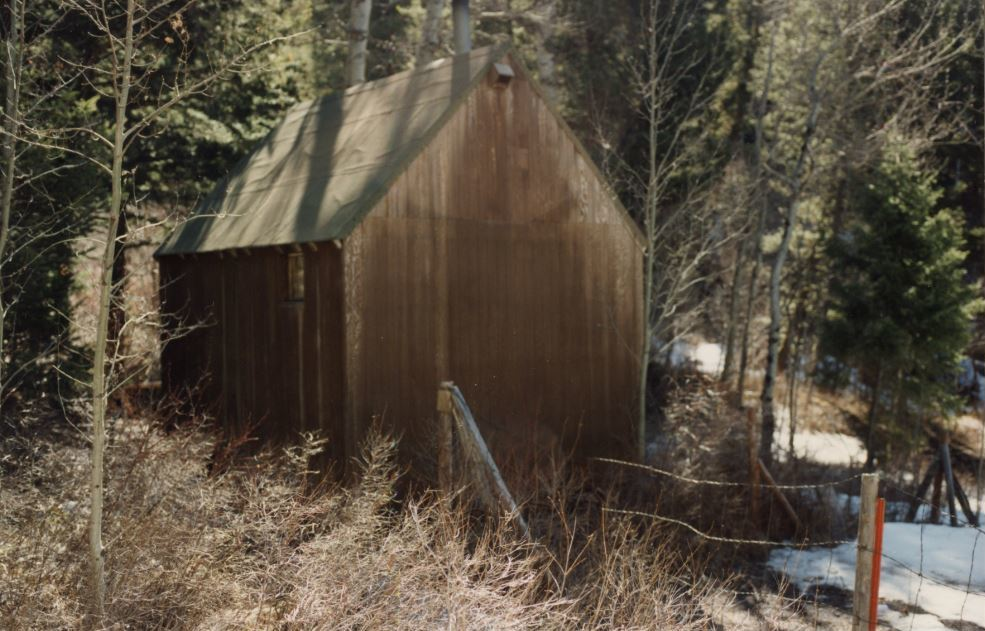
A cabana dele.

Depois de se demitir de Berkeley, Kaczynski mudou-se para a casa de seus pais em Lombard, Illinois, e dois anos depois, em 1971, mudou-se para uma cabana remota que ele havia construído fora de Lincoln, Montana, onde ele poderia viver uma vida simples com pouco dinheiro e sem eletricidade ou água corrente, trabalhando em empregos incomuns e recebendo algum apoio financeiro de sua família.
Seu objetivo original era tornar-se autossuficiente para que ele pudesse viver de forma autônoma. Pretendia viver em harmonia com a natureza e sem depender do mundo moderno, preservando, assim, a sua liberdade.
Aí aprendeu habilidades de sobrevivência, como rastreamento de caça, identificação de plantas comestíveis, agricultura orgânica, perfuração de proa e outras tecnologias primitivas. Ele usou uma bicicleta velha para chegar à cidade, e um voluntário da biblioteca local disse que ele a visitava frequentemente para ler obras clássicas em seus idiomas originais. Outros moradores de Lincoln disseram mais tarde que esse estilo de vida não era incomum na área.
Kaczynski viu que era impossível viver pacificamente na natureza devido a destruição da floresta ao redor de sua cabana por projetos imobiliários e industriais. Em resposta, ele começou a realizar atos de sabotagem contra os desenvolvimentos próximos em 1975, e dedicou-se a ler sobre sociologia e filosofia política, como as obras de Jacques Ellul.
Em uma entrevista em 1999, ele descreveu sua perda de fé no potencial de reforma. Ele decidiu que a "tendência humana … a tomar o caminho da menor resistência" significava que o colapso violento era a única maneira de derrubar o sistema industrial-tecnológico.

## Ataques a bomba e investigação

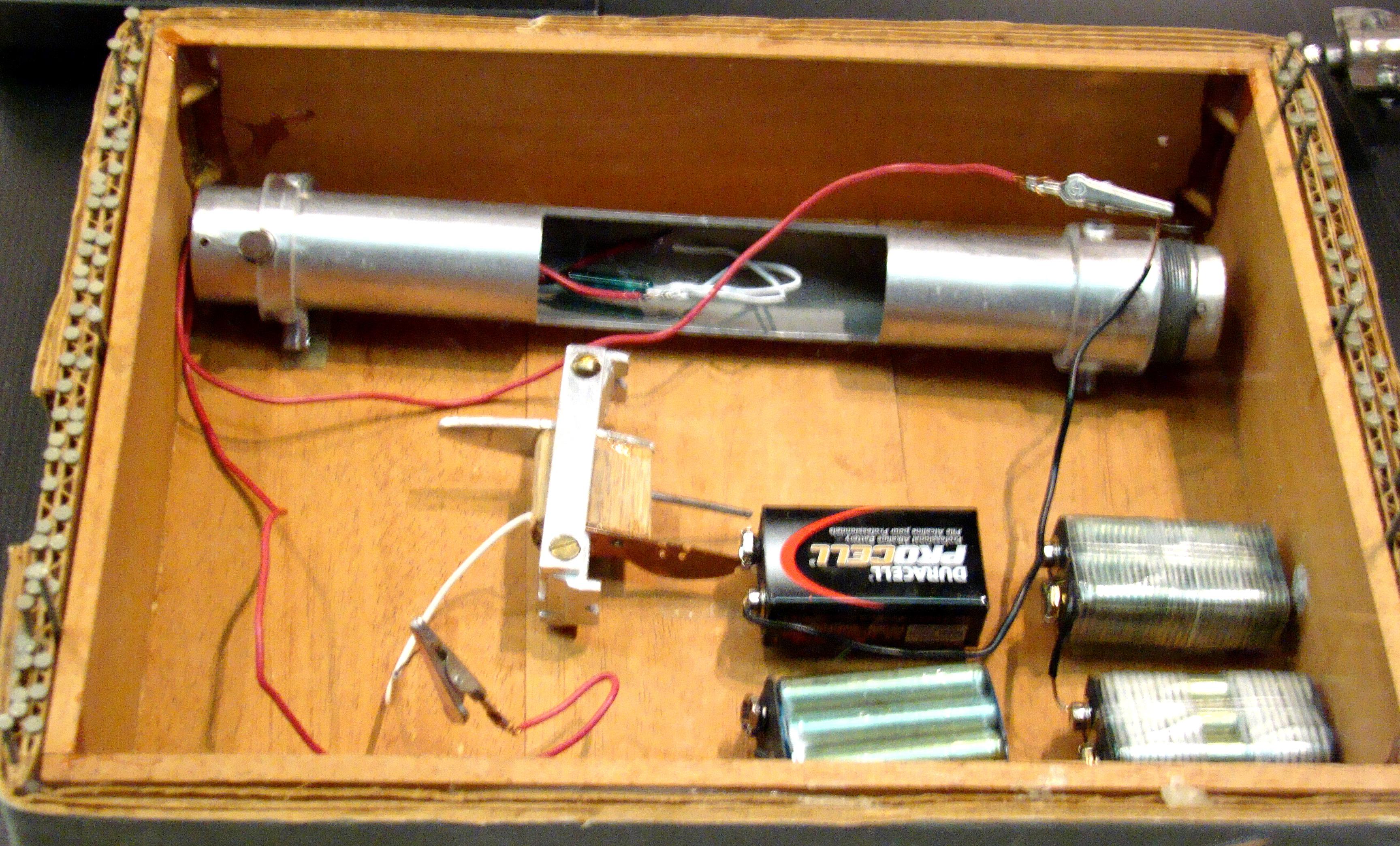
Uma reprodução feita pelo FBI de uma das bombas que ele fez.

Entre 1978 e 1995, Kaczynski remeteu ou entregou uma série de bombas cada vez mais sofisticadas que mataram 3 pessoas e feriram outras 23. Ao todo, 16 bombas foram atribuídas a Kaczynski. Embora os dispositivos tenham variado muito ao longo dos anos, todos, exceto os primeiros, continham a sigla "FC" em algum componente do dispositivo, correspondendo a "Freedom Club", segundo Kaczynski. Deixava pistas enganosas nos dispositivos e teve extremo cuidado ao prepará-los, evitando deixar impressões digitais; impressões digitais latentes em alguns dos dispositivos não correspondem àquelas encontradas em cartas atribuídas a Kaczynski.
Entre maio de 1978 e e novembro de 1985, Kaczynski mandou cerca de dez bombas via correio que não deixaram vítimas fatais, exceto sete feridos em sete ataques com bombas enviadas por correio, doze feridos em um avião e outras duas bombas desativadas com sucesso. Cinco dos seus ataques ocorreram dentro de universidades (Northwestern, Utah, Vanderbilt, Berkeley e Michigan). Ele também mandou duas bombas contra alvos de linhas aéreas, mais precisamente contra a American Airlines, tentando matar o presidente da empresa e antes disso colocou uma bomba no Voo 444, que deixou uma dúzia de pessoas hospitalizadas com casos leves de inalação de fumaça.
Entre 1985 e 1995, foram mais seis bombas enviadas, que desta vez deixaram três mortos. Sua primeira vítima fatal foi Hugh Scrutton, um dono de loja de informática de Sacramento, em 11 de dezembro de 1985. Nos oito anos seguintes, foram mais três bombas que feriram gravemente três pessoas, mas não mataram ninguém. Suas duas bombas seguintes, contudo, foram mais bem sucedidas, matando Thomas J. Mosser (executivo de publicidade da empresa Burson-Marsteller) de North Caldwell, em 10 de dezembro de 1994, e Gilbert Brent Murray (lobista da indústria madeireira) também de Sacramento, em 24 de abril de 1995. Nesse meio tempo, ele mandou cartas para jornalistas e exigiu que seus manifestos fossem publicados, ameaçando mais ataques com bombas caso não fosse escutado.
Como ameaças a aeroportos e aviões eram de competência federal, o FBI assumiu a investigação logo desde o começo, montando uma força-tarefa para capturar o Unabomber em 1979. Um relatório de 2000 da Comissão dos Estados Unidos sobre o Avanço da Aplicação da Lei Federal afirmou que a força-tarefa gastou mais de US$ 50 milhões ao longo da investigação. Apesar da recompensa de um milhão de dólares por informações que levassem a captura do suspeito, as evidências eram fracas e a investigação acabou empacada por uma década e meia.
Antes mesmo do FBI publicar na imprensa o manifesto do Unabomber, a esposa de David Kaczynski, o irmão de Ted, começou a suspeitar que o cunhado poderia ser o terrorista e encorajou o marido a investigar as suspeitas de que Ted era de fato o Unabomber. Ele rejeitou a princípio, mas levou a probabilidade mais a sério depois de ler o manifesto uma semana depois deste ter sido publicado em 19 de setembro de 1995. David procurou em velhos papéis da família e encontrou cartas datadas da década de 1970 que Ted havia enviado aos jornais para protestar contra os abusos da tecnologia usando frases semelhantes às do manifesto. David contratou Susan Swanson, uma investigadora particular, para descobrir coisas sobre seu irmão. Ele depois contratou o advogado Tony Bisceglie para organizar as provas obtidas por Swanson e entrar em contato com o FBI, dada a dificuldade de atrair a atenção das autoridades para suas suspeitas. A família de Kaczynski queria protegê-lo do perigo de uma invasão do FBI, como os cercos de Ruby Ridge ou Waco, pois temiam um resultado violento de qualquer tentativa do FBI de contatar Kaczynski. Quando as autoridades descobriram a investigação de David, entraram em contato com ele, que passou então várias informações e cartas para o FBI. David admirava e amava o irmão, embora não tivesse contato com ele nos últimos anos. Em abril de 1996, após a informação chegar a imprensa de que talvez o Unabomber tivesse sido identificado, o FBI se apressou para adquirir um mandado de busca para a cabana onde Ted morava isolado.

## Prisão

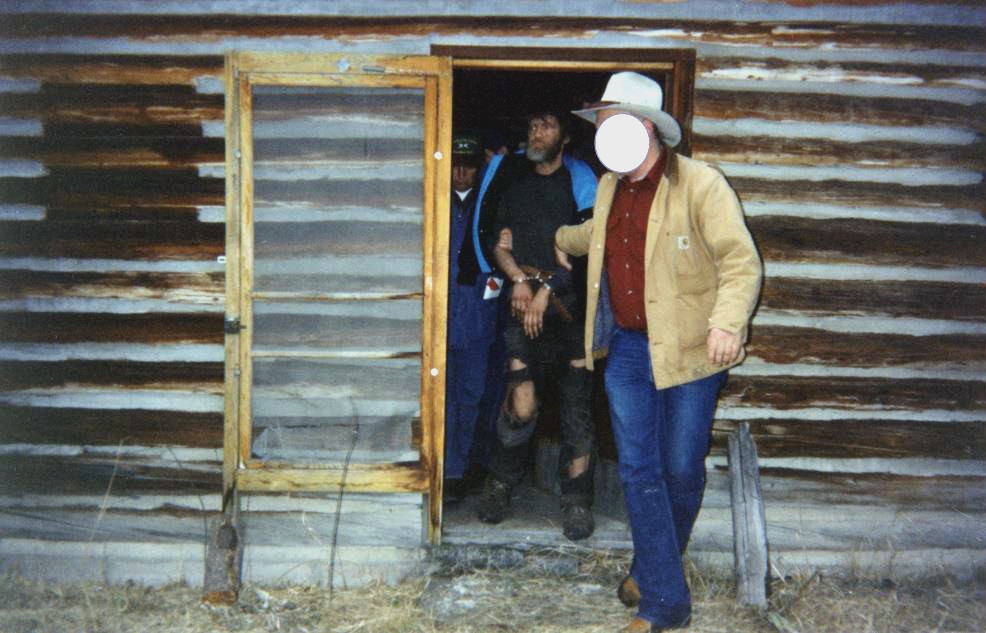
Ted Kaczynski, o "Unabomber", sendo preso em 3 de abril de 1996.

Agentes do FBI prenderam Kaczynski em 3 de abril de 1996, em sua cabana, onde ele foi encontrado em um estado desleixado. Uma busca em sua cabana revelou um esconderijo de componentes de bombas, 40 mil páginas de revistas escritas à mão que incluíam experimentos de fabricação de bombas, descrições dos crimes do Unabomber e uma bomba ativa, pronta para ser enviada pelo correio. Eles também encontraram o que parecia ser o manuscrito datilografado original de Sociedade Industrial e Seu Futuro. Até este ponto, o Unabomber tinha sido o alvo da investigação mais cara na história do FBI.
A primeira caçada ao Unabomber retratou um perpetrador muito diferente do eventual suspeito. Em Sociedade Industrial e seu Futuro são sempre usados os termos "nós" e "nosso", e em um ponto em 1993 os investigadores procuraram um indivíduo cujo primeiro nome era "Nathan" porque o nome estava em um fragmento de uma nota encontrada em uma das bombas. Quando o caso foi apresentado ao público, as autoridades negaram que houvesse alguém que não fosse Kaczynski envolvido nos crimes.

### Confissão de culpa

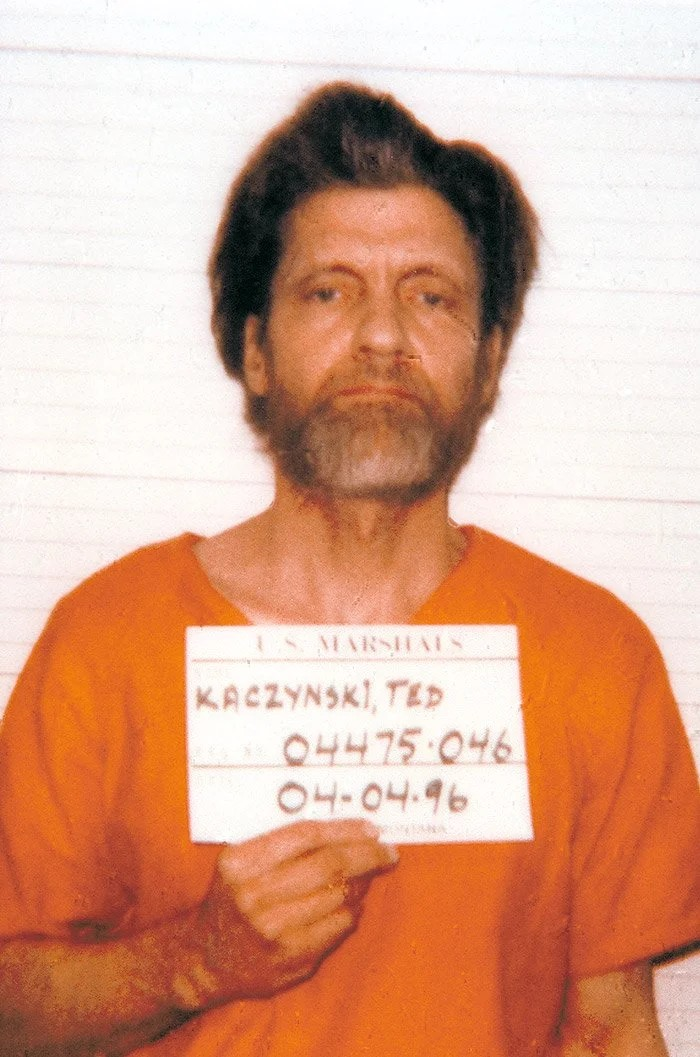
A mugshot de Kaczynski.

Um grande júri federal indiciou Kaczynski em abril de 1996 por dez acusações de transporte ilegal, envio de correspondência, uso de bombas e três acusações de homicídio.
Os advogados de Kaczynski, chefiados pelos defensores públicos federais de Montana, Michael Donahoe e Judy Clarke, tentaram entrar em uma defesa de insanidade para evitar a pena de morte, mas Kaczynski rejeitou essa estratégia. Em 8 de janeiro de 1998, ele pediu a demissão de seus advogados e contratou Tony Serra como seu advogado; Serra concordou em não usar uma defesa de insanidade e, em vez disso, basear uma defesa nas visões antitecnológicas de Kaczynski. Este pedido foi mal sucedido e Kaczynski posteriormente tentou cometer suicídio em 9 de janeiro. Vários, embora não todos, psiquiatras forenses e psicólogos que examinaram Kaczynski diagnosticaram que ele tinha esquizofrenia paranoide. O psiquiatra forense Park Dietz disse que Kaczynski não era psicótico, mas tinha um transtorno de personalidade esquizoide ou esquizotípico. Em seu livro Technological Slavery, de 2010, Kaczynski disse que dois psicólogos da prisão que o visitavam frequentemente por quatro anos disseram que não viram indicação de que ele sofreu de esquizofrenia paranoica e o diagnóstico foi "ridículo" e um "diagnóstico político".
Em 21 de janeiro de 1998, Kaczynski foi declarado competente para ser julgado "apesar dos diagnósticos psiquiátricos". Como ele estava apto para ser julgado, os promotores procuraram a pena de morte, mas Kaczynski evitou isso, declarando-se culpado de todas as acusações em 22 de janeiro de 1998, e aceitando prisão perpétua sem a possibilidade de liberdade condicional. Mais tarde, ele tentou retirar este fundamento, argumentando que era involuntário. O juiz Garland Ellis Burrell Jr. negou seu pedido, e o Tribunal de Apelações dos Estados Unidos para o Nono Circuito confirmou essa decisão.
Em 2006, Burrell ordenou que os itens da cabana de Kaczynski fossem vendidos em um "leilão de Internet razoavelmente divulgado". Itens considerados materiais para fabricação de bombas, como diagramas e "receitas" de bombas foram excluídos. A receita líquida foi para os US$ 15 milhões em restituição que Burrell concedeu às vítimas de Kaczynski. A correspondência de Kaczynski e outros documentos pessoais também foram leiloados. Burrell ordenou a remoção, antes da venda, de referências nesses documentos às vítimas de Kaczynski; Kaczynski contestou sem sucesso essas redações como uma violação de sua liberdade de expressão. O leilão arrecadou US$ 232 000.

## Encarceramento e morte

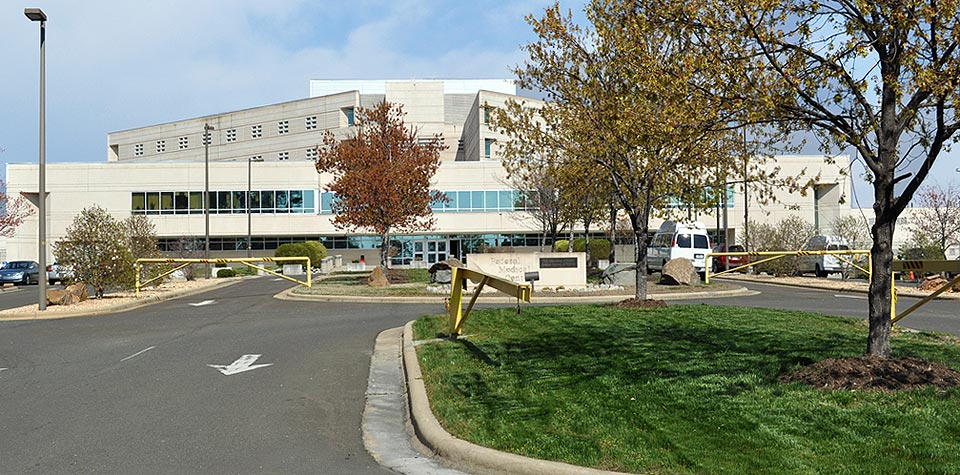
Penitenciária FMC Butner, na Carolina do Norte, onde Kaczynski passou os últimos dois anos de sua vida.

Kaczynski começou a cumprir suas oito sentenças de prisão perpétua sem possibilidade de liberdade condicional em ADX Florence, uma prisão de segurança máxima em Florence, Colorado. No início de sua prisão, ele fez amizade com Ramzi Yousef e Timothy McVeigh, os autores do Atentado de 1993 ao World Trade Center e do Atentado de Oklahoma City de 1995, respectivamente. O trio discutiu religião e política e formou uma amizade que durou até a execução de McVeigh em 2001.
De acordo com o porta-voz do Departamento Donald Murphy, Kaczynski foi transportado para o centro médico prisional FMC Butner, na Carolina do Norte, em 14 de dezembro de 2021. Murphy recusou-se a fornecer qualquer detalhe sobre a situação clínica de Kaczynski ou a razão pela qual foi transferido. No entanto, em uma conversa por meio de uma carta, Kaczynski indicou estar sofrendo de câncer terminal e que sua expectativa de vida seria de dois anos ou menos, mas isso nunca foi confirmado.
No meio da manhã de 10 de junho de 2023, funcionários da prisão descobriram que Kaczynski havia morrido em sua cela na Carolina do Norte.

## Sociedade Industrial e seu Futuro

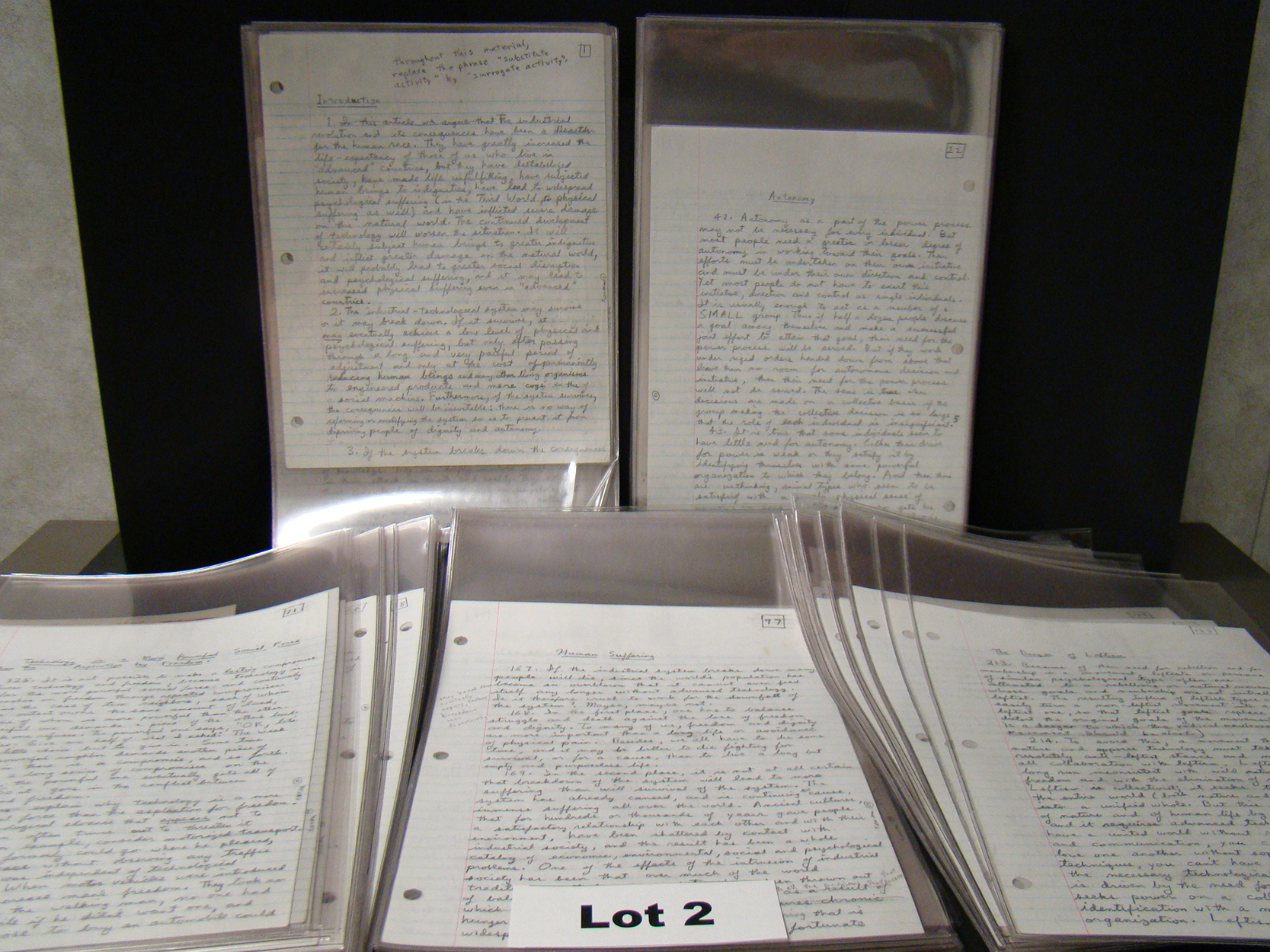
O manifesto do Unabomber.

Em 1995, Kaczynski enviou várias cartas aos meios de comunicação, delineando seus objetivos e exigindo que seu ensaio de 35.000 palavras "Sociedade Industrial e Seu Futuro" (apelidado de "Manifesto Unabomber" pelo FBI), em forma de manifesto, fosse publicado literalmente por um grande jornal. Ele afirmou que, se essa exigência fosse atendida, ele "desistiria do terrorismo".
Houve controvérsia sobre se o ensaio deveria ser publicado, mas o Departamento de Justiça, liderado pela procuradora geral Janet Reno, junto com o diretor do FBI Louis Freeh, recomendou sua publicação por preocupação com a segurança pública e na esperança de que um leitor pudesse identificar o autor. Bob Guccione da Penthouse se ofereceu para publicá-lo, mas Kaczynski respondeu que como a Penthouse era menos "respeitável" que as outras publicações, ele "reservaria o direito de plantar uma (e apenas uma) bomba destinada a matar, depois que nosso manuscrito fosse publicado." Em vez disso, o ensaio foi publicado pelo The New York Times e The Washington Post em 19 de setembro de 1995.
Nesse texto, Kaczynski chama a atenção para os impactos da sociedade industrial: promove a contínua destruição da natureza, é fonte de problemas mentais e sociais, conduz a uma normalização da sociedade. Mas, acima de tudo, significa uma contínua restrição da liberdade humana, o mesmo é dizer, da dignidade humana, no sentido de que deixamos de ter controle sobre as circunstâncias da nossa própria vida. Na verdade, os avanços tecnológicos são acompanhados de uma permanente regulamentação que destrói a nossa autonomia. E mais do que isso: “Quando um novo item tecnológico é introduzido como uma opção que o indivíduo pode ou não aceitar, isso não significa que ele permaneça opcional. Em muitos casos a nova tecnologia altera a sociedade de tal maneira que as pessoas se veem, com o passar do tempo, forçadas a usá-la. ”Assim aconteceu com o automóvel, o computador, o telemóvel, o email, a declaração digital de IRS. É este o ilusionismo da tecnologia: apresenta-se sempre como liberdade; acaba sempre por se transformar em condicionamento”.

## Obras

### O Manifesto Unabomber
- Industrial Society And its Future. The New York Times e The Washington Post, 1995. ISBN 0-9634205-2-6
- A Sociedade Industrial e Seu Futuro. Editora Baraúna, 2014. ISBN 978-85-437-0127-1

### Artigos e Ensaios
- Morality and Revolution (Moralidade e Revolução), 1999.
- Ship of Fools (O Navio dos Tolos), 1999.
- When Non-Violence is Suicide (Quando a Não Violência É um Suicídio), 2001.
- Hit Where It Hurts (Atinja Onde Dói), 2002.
- The Coming Revolution (A Revolução que se Aproxima), 2005.
- The Road to Revolution (O Caminho para a Revolução), 2005.

### Coletâneas
- The Road to Revolution. Éditions Xenia, 2008. ISBN 978-2-88892-065-6
- L'effondrement du Système Technologique, 2008. ISBN 978-2-88892-027-4
- Technological Slavery. Feral House, 2010. ISBN 978-1-932595-80-2